# Takayama Sōzei

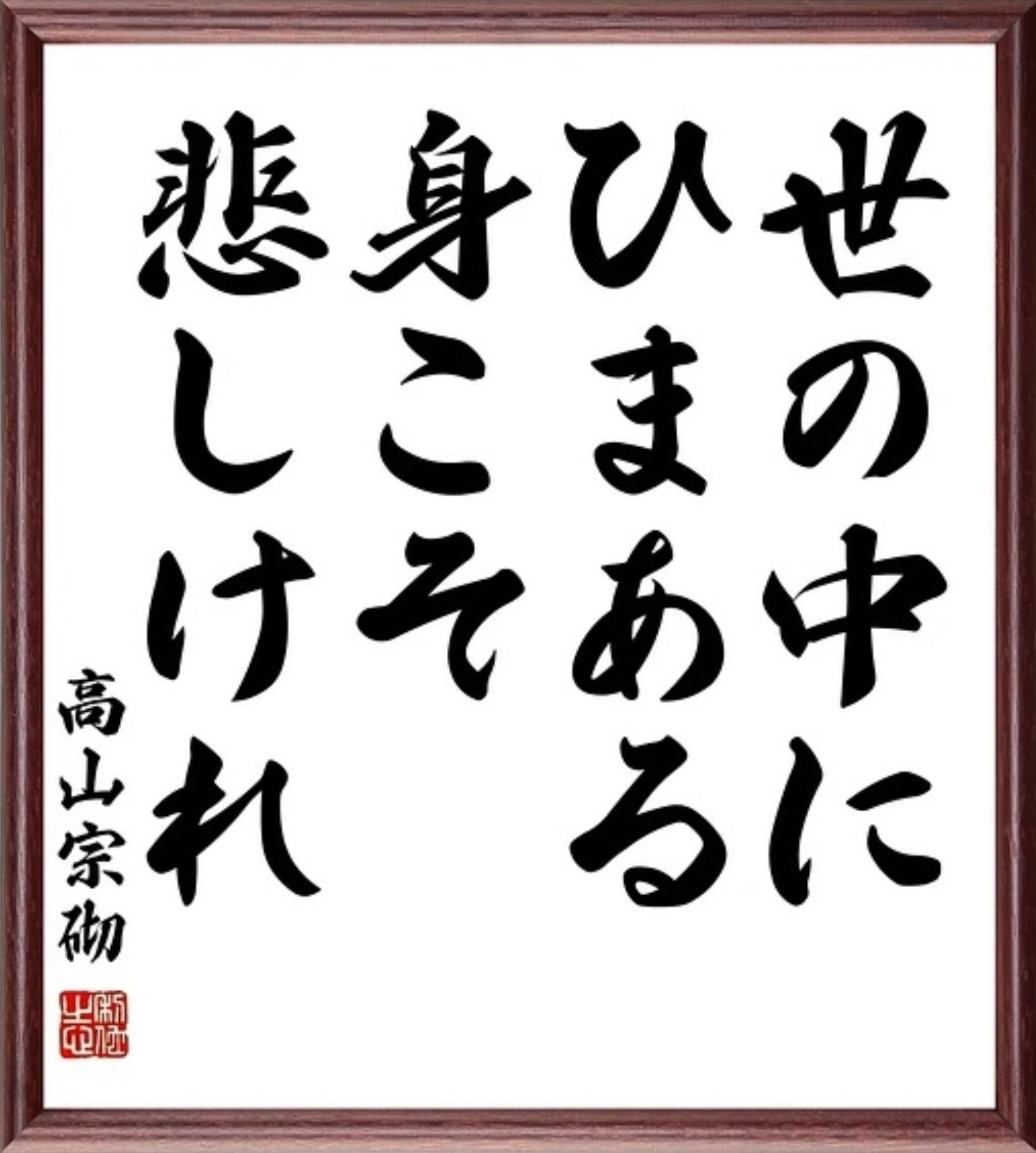
Takayama: Haiku

Takayama Sōzei (japanisch 高山 宗砌; geboren circa 1368 in der Provinz Tajima; gestorben 2. Februar 1455) war ein japanischer           Renga-Dichter, Kritiker und buddhistischer Priester. Er wurde vertraulich auch „Takayama Minbushōfu Tokishige“ (高山 民部少輔 時重) genannt.

## Leben und Wirken
Takayama Sōzei war ein Vasall des Yamana-Klans (山名氏), der Gouverneure Shugo der Provinz Tajima. Er studierte Waka-Gedichte, das „Genji Monogatari“ unter Shōtetsu (1384–1459) und Renga unter Asayama Bontōan (朝山 梵灯庵; 1349–1417). 1433 nahm er an dem vom Shogun des Muromachi-Shogunats Ashikaga Yoshimitsu (1358–1408) organisierten Wettbewerbes „Kitano Manku“ (北野万句) teil und beteiligte sich auch an dem Gedichttreffen mit Yamana Mochitoyo (山名 持豊) und Yamana Masatetsu (山名正徹). Danach wurde er allmählich zu einer zentralen Figur in der Welt des Renga und nahm 1445 an „Bunan-zuki Senku“ (文安月千句) und „Bunan-yuki Senku“ (文安雪千句) teil. 1448 übernahm er die Position Kommissar des Liedertreffpunkts „Kitano Renga Kaisho“ (北野連歌会所) in Kyōto und wurde „Sōshō“ (宗匠), „Großmeister“.
Er arbeitete mit dem Hofadeligen Ichijō Kaneyoshi (1402–1481) an der Überarbeitung von „Renga Shikimoku“ (連歌式目) und erweiterte sein Tätigkeitsspektrum durch die Zusammenstellung seiner eigenen Haiku-Anthologien als Antwort auf Anfragen von verschiedenen Seiten. Als sich Yamane Mochitoyo 1454 aufgrund eines politischen Wandels in die Provinz Tajima zurückzog, trat Takayama als Kommissar ebenfalls zurück, starb im folgenden Jahr.
Zu Takayamas Haiku-Sammlungen gehören „Sōzei-kushū“ (宗砌句集) und „Kyūsai Sōzei hyakuban renge-kai“ (救済宗砌百番連歌合), und zu seinen Renga-Theorien zählen „Hana no magaki“ (花の魔垣), eine Darlegung verschiedener Renga-Stile, „Kokon rendan-shū“ (古今連談集) und „Shoshin kyūei–shū“ (初心求詠集), eine Sammlung von Aussagen seines Lehrers Bontōan. Er zählte zu den „Sieben Heiligen des Renga“ (連歌七賢, Renga shichi ken), zu denen auch Iio Sōgi (1421–1502), Sōchō (1448–1532), Onegakōji Mototsuna (姉小路 基綱; 1441–1504), Sōboku (宗牧; ?–1545), Senjun (専順; 1411–1476) gehörten.